# خضراء المبارك
خضراء أحمد المبارك هي ناشطة اجتماعية وعضوة مجلس بلدي القطيف وعضوة اللجنة النسائية لجمعية الصفا الخيرية. حازت على بكالريوس في اللغة العربية ودبلوم فن البرمجة اللغوية العصبية وأخذت منصب المدير التنفيذي والمشرف على مهرجات الصفا للأعراس النسائي إضافةً إلى تنظيمها وإشرافها ومشاركتها في أكثر من 200 ورشة عمل.

## الحياة الشخصية
درست المبارك المراحل الدراسية في مدينة صفوى إلى نهاية المرحلة الثانوية، بعدها تفرغت للعمل الاجتماعي ومن ثم أكملت مشوارها الدراسي لمرحلة البكالوريوس وخلالها حضرت دورات وورشاً تدريبية مختلفة وشاركت في المؤتمرات الدولية المهتمة بتنمية المرأة.

## الإنجازات
أسست خضراء المبراك الطبق الخيري بمدينة صفوى عام 1410هـ والذي يضم برامجاً ثقافيَّة وتراثيَّة، ومشروع يوم الخير لدعم الأسر المُنتجة في مدينة صفوى، والقسم النسائي بصندوق الزواج الخيري عام 1419 كما نظّمت وأسست المؤتمر التثقيفي المنوع بمشاركة وحضور أكثر من 350 شخصية. ومشروع يوم الخير لدعم الأسر المنتجة في مدينة صفوى وكذلك مشروع الزواج الجماعي النسائي الذي كان المشروع الأول على مستوى الخليج وشاركت في مشروع جائزة القطيف للإنجاز وهي حتى الآن تُدير لجنة الترشيح والمساندة الإدارية فيه كما تشغل منصب رئيس مجلس الإدارة لمسابقة سيدة جمال الأخلاق.

## وصلات خارجية
- كلمة خضراء المبارك في افتتاح قافلة الفن السياحية على اليوتيوب.
- سيرة خضراء المبارك على اليوتيوب.
- كلمة خضراء المبارك في مؤتمر التثقيف الصحي الثامن لعام 2014م على اليوتيوب.
- ضيوف المترشحة خضراء احمد المبارك على اليوتيوب.